# Somàlia Egípcia
Somàlia Egípcia fou el nom donat a les possessions egípcies de Somàlia (1874-1884).
La costa nord de Somàlia estava sota una autoritat llunyana dels xerifs de la Meca, en nom de la Porta (govern otomà). El 1825, una part dels somalis del clan habar yonis, dirigits pel qadif Basha (Shermaarke Saalax Basha, nascut el 1790-mort el 1861), van sotmetre Zaylac (Zeila), governat fins llavors per un àrab anomenat Sayyid Muhammad al-Barr o Muhammed al-Bari (Maxamed Al Baari), governador per compte del xerifs de la Meca i, per tant, del govern otomà. El somalis van fundar el sultanat de Reer Odweyne dirigit per Shermaarke Saalax Basha (nascut el 1790-mort el 1861) i Muhammad al-Barr va rebre el títol de qadif al-soomaal i es va casar amb dues esclaves àrabs i una turca, establint l'anomenat govern de Zaylac (Zeila i Awdal) que va conservar fins al 1841, en estreta col·laboració amb el sultà de Reer Odweyne,. En aquesta data (1841) Shermaarke Saalax Basha (Ali Haji Sirmaki ben Salih va assolir directament el poder a Zeila, que va conservar fins a la seva mort el 1861 amb un breu període d'Abu Bakr, el fill d'Àl-Barr (1855-1857). Abu Bakr va tornar al govern el 1861.
El 7 de setembre de 1874 Egipte va declarar annexionat el territori al seu govern (sota nominal sobirania otomana) i va enviar al governador Rauf Pasha, però no en va tenir el control efectiu excepte de les places costaneres i per protegir les caravanes necessitaven l'amistat dels caps locals somalis. El governador egipci Muhammad Nadi Pasja, per orde del seu govern, es va retirar al desembre de 1883. Al començament de l'any següent (1884) els britànics van signar tractats amb el sultà de Zeila i altres caps somalis.